# Een schitterend gebrek
Een schitterend gebrek is een roman van Arthur Japin. De eerste druk werd uitgegeven door De Arbeiderspers in 2003. Het thema van het boek is het verhaal over Lucia, de eerste geliefde van Giacomo Casanova, een beroemde 18e-eeuwse avonturier uit Venetië.

## Het verhaal
Het boek vertelt het verhaal van Giacomo Casanova en wordt verteld door zijn eerste liefde, Lucia. Terwijl zij springt tussen het heden en het verleden, vertelt zij haar verhaal, het verhaal dat Casanova zelf nooit zal kennen.
Haar jeugd brengt Lucia door op het vredige platteland van Noord-Italië. Nooit heeft zij zorgen en altijd kan zij rustig rondfladderen in de natuur. Dan komen de voorbereidingen van het huwelijk van de dochter van de gravin eraan. De gravin is de eigenaresse van het landgoed waar Lucia werkt. Lucia is de dochter van twee bedienden, die al geruime tijd in dienst zijn van de gravin. De gravin ziet Lucia als familie en gaat erg vertrouwd met haar om. Als de genodigden voor het groots huwelijk aankomen, valt Lucia’s blik meteen op twee jongemannen. De gebroeders Francesco en Giacomo Casanova spreken haar meteen aan. Vooral Giacomo, dus zorgt zij er met een list voor dat hij een vertrek dicht bij dat van haar krijgt. Zo brengt zij hem iedere morgen zijn eten en brengt zij veel tijd door op zijn kamer of bij hem in bed. Maar Giacomo vindt haar nog te jong om het echte genot te kunnen beleven, dus onthoudt hij zich van het liefdesspel. Dan moet hij weer gaan, maar spreken zij af elkaar eeuwig trouw te zijn. Hij zal na een halfjaar terugkomen en dan zullen zij trouwen. Zij zullen samen een gelukkig leven opbouwen in Venetië en alles zal mooi zijn.
In de tussentijd wordt Lucia’s kennis bijgespijkerd door een bijlesleraar, die het noodlottige lot treft de ernstige ziekte, de pokken, op te lopen. Hij gaat dood en dan wordt ontdekt dat Lucia besmet is.
Lucia overleeft, maar de schade is enorm: haar gezicht is voor altijd ontsierd door afzichtelijke littekens.
En daar beginnen de problemen. Lucia wil dolgraag trouwen met Giacomo, maar ze wil hem de vernedering van een lelijke echtgenote niet aandoen: zijzelf, maar ook haar man zal door haar lelijkheid nooit geaccepteerd worden in de societykringen van Venetië. Wat moet ze doen?
Wanneer ik echter tegen mijn gevoel in zou gaan en hem vrij zou laten, zou hij zijn dromen kunnen najagen en waarmaken. Ik zou dan wel ongelukkig zijn maar troost vinden in de wetenschap dat hij ten minste gelukkig was. Misschien zou hij even droevig zijn om mij, maar vast niet lang wanneer ik het zo speelde dat hij meende dat ik hem verraden had. Dan zou hij kwaad zijn, mij verwensen en uiteindelijk vergeten.
Zo redeneerde ik. In het eerste geval zouden er twee ongelukkig zijn, in het laatste geval slechts een. De keus leek mij eenvoudig.
Lucia handelt op de automatische piloot: ze vlucht en ziet Giacomo nooit meer. Na vele omzwervingen, waarbij ze in een verlichte feministenbeweging terechtkomt, maar ook als prostituee elke klant moet aannemen vanwege haar verminking, wordt Lucia een dure courtisane in Amsterdam. Ze hult zich in sluiers, waardoor ze voor haar klanten extra aantrekkelijk - want mysterieus - is. Dan komt ze Giacomo opnieuw tegen: hij noemt zich Seingalt en is een vrouwenverslinder geworden die later, in onze tijd, bekend zal staan als Casanova. Seingalt pocht dat hij nog nooit een vrouw ongelukkig heeft gemaakt, Lucia schept op dat zij nog nooit echt verliefd is geworden. Beiden gaan een weddenschap aan: Giacomo zal proberen Lucia te winnen en Lucia moet hem op de een of andere manier haar eigen verhaal vertellen. Maar de sluier en het verleden staan alle openheid in de weg.
Wat volgt is een geniaal en subtiel spel met liefde als inzet. Maar een spel moet men spelen met de hersenen, niet met het hart, anders wint men niet. Lucia raakt verstrikt in haar eigen gevoelens, die ze, sinds haar vlucht, niet meer heeft toegelaten. Uiteindelijk bedenkt zij een geniaal plan; ze schrijft hem als de vrouw met de sluier een brief waarin ze zijn weddenschap aanneemt en hij haar voor zich mag winnen. Een week lang hebben ze geweldige seks en voelt zij zich helemaal goed. Maar dan moet zij uiteindelijk toch op de een of andere manier haar verhaal kwijt. Zij schrijft hem nog een brief, waarin zij vertelt dat ze weet wie Lucia is en dat hij haar kan zien bij een hoerenhuis in de stad. Hij gaat erheen en zij is daar, zonder sluier. Het verband tussen Lucia en de vrouw met de sluier kent hij niet en zal hij ook nooit ontdekken. Hij vindt Lucia weerzinwekkend en voelt zich schuldig dat zij terecht is gekomen in zo’n milieu. Zij wil niet dat hij zich schuldig voelt en geeft zichzelf de schuld. Ze zegt hem dat als ze echt van hem zou hebben gehouden, zij nooit uit elkaar zouden zijn gegaan. Hij vertrekt en schrijft nog een brief aan de vrouw met de sluier. Dat hij Lucia liever niet had gezien en dat zij de weddenschap gewonnen heeft.
Zij is ondertussen zwanger en heeft een onzekere toekomst voor zich. Met kind zal zij niet kunnen prostitueren en de enige die haar zekerheid kan bieden is meneer Jamieson. Hij is al tijden lang gek van haar en heeft zijn vaste avond in de week dat hij bij haar komt om van haar diensten gebruik te maken. Hij is eveneens haar enige klant die weet hoe ze er werkelijk uitziet zonder sluier. Lucia besluit op het laatste moment alsnog met hem mee te gaan naar Amerika en krijgt uiteindelijk na haar eerste kind, Jacob, nog twee kinderen van hem.
Hiermee eindigt het boek en zijn de twee geliefden voor altijd uit elkaars armen gedreven.

## Theatervoorstelling
In het seizoen 2006/2007 speelde Toneelproducties De Tijd in Vlaanderen en Nederland een theaterversie van de roman.

## Verfilming
In 2008 kocht Stephen Fry met zijn productiehuis Sprout Productions de film- en theaterrechten voor een Engelstalige bewerking. De film zou worden geregisseerd door Iain Softley, maar is niet tot stand gekomen. In 2015 werd bekend dat fotograaf Erwin Olaf aan een verfilming werkt, zijn debuut als regisseur. Gezondheidsproblemen zorgden er echter voor dat Olaf de regietaken naast zich neer moest  leggen. Filmproducent Kaap Holland Film kondigde daarop aan het script van Arthur Japin in 2020 te willen verfilmen met een nieuwe regisseur. Olaf blijft nauw betrokken bij het project.
Op 18 mei 2022 begonnen de filmopnamen, nu onder regie van Michiel van Erp.  De film ging op 6 september 2024 in Vlissingen in première als openingsfilm van het filmfestival Film by the Sea.

## Vertalingen
- Shëmti e përkryer 2010, Albanees
- Edin prekrasen nedostatak 2008, Bulgaars
- I Lucias øjne 2006, Deens
- Die Verführung 2006, Duits
- Die Verführung 2007, Duits
- In Lucia’s eyes 2005, Engels
- In Lucia’s eyes 2005, Engels
- In Lucia’s eyes 2006, Engels
- In Lucia's eyes 2007, Engels
- Lucia's eyes 2007, Estisch
- Võrratu puudus 2012, Estisch
- Un charmant défaut 2006, Frans
- Ena uperocho elattōma 2006, Grieks
- Be-enej Lucia 2008, Hebreeuws
- Casanova menyasszonya 2010, Hongaars
- Casanova 2006, Pools
- Os olhos de Lucia 2007, Portugees
- În ochii Luciei 2008, Roemeens
- [Pervaja ljubov' Kazanov'i] 2007, Russisch
- U Lucijinim ocima 2007, Servisch
- El primer amor de Casanova 2006, Spaans
- Nádherná vada 2006, Tsjechisch

## Bekroningen
- 2004 - Libris Literatuur Prijs
- 2005 - De Inktaap